# Mezzaluna Rossa dell'Azerbaigian

Il simbolo della Mezzaluna Rossa

La Mezzaluna Rossa dell'Azerbaigian o Mezzaluna Rossa azera (Azərbaycan Qızıl Aypara Cəmiyyəti, abbreviato AQAC, in lingua azera) è la società nazionale di Mezzaluna Rossa dell'Azerbaigian, stato dell'Asia occidentale.
La Mezzaluna Rossa dell'Azerbaigian è stata fondata il 10 marzo del 1920 è una delle 191 società nazionali del Movimento Internazionale della Croce Rossa e della Mezzaluna Rossa. La sede è a Baku.

## Storia
La Mezzaluna Rossa dell'Azerbaigian è stata fondata sotto la Repubblica Democratica dell'Azerbaigian il 10 marzo 1920, su iniziativa dell'allora Vice Ministro della Difesa, il Luogotenente Generale Aliagha Shikhlinski e del Ministro degli Affari Esteri Fatali Khan Khoyski. Dopo che l'Azerbaigian fu occupato e annesso dalla Russia sovietica il 28 aprile di quell'anno, la Mezzaluna Rossa dell'Azerbaigian cessò brevemente di esistere quando fungeva da filiale azera della Croce Rossa russa. Nell'ottobre 1922, la Società della Mezzaluna Rossa dell'Azerbaigian (Hilal Ahmer) fu ristabilita con il decreto del Consiglio dei Commissari del Popolo della Repubblica Socialista Sovietica Azera. Funzionava come parte della Lega sovietica della Croce Rossa e della Mezzaluna Rossa.
Nel 1991, dopo il crollo dell'Unione Sovietica, la Repubblica dell'Azerbaigian ha riconquistato la sua indipendenza e ha concesso l'indipendenza alla sua Società nazionale della Mezzaluna Rossa secondo gli standard internazionali.